# Riveris (Gemeinde)

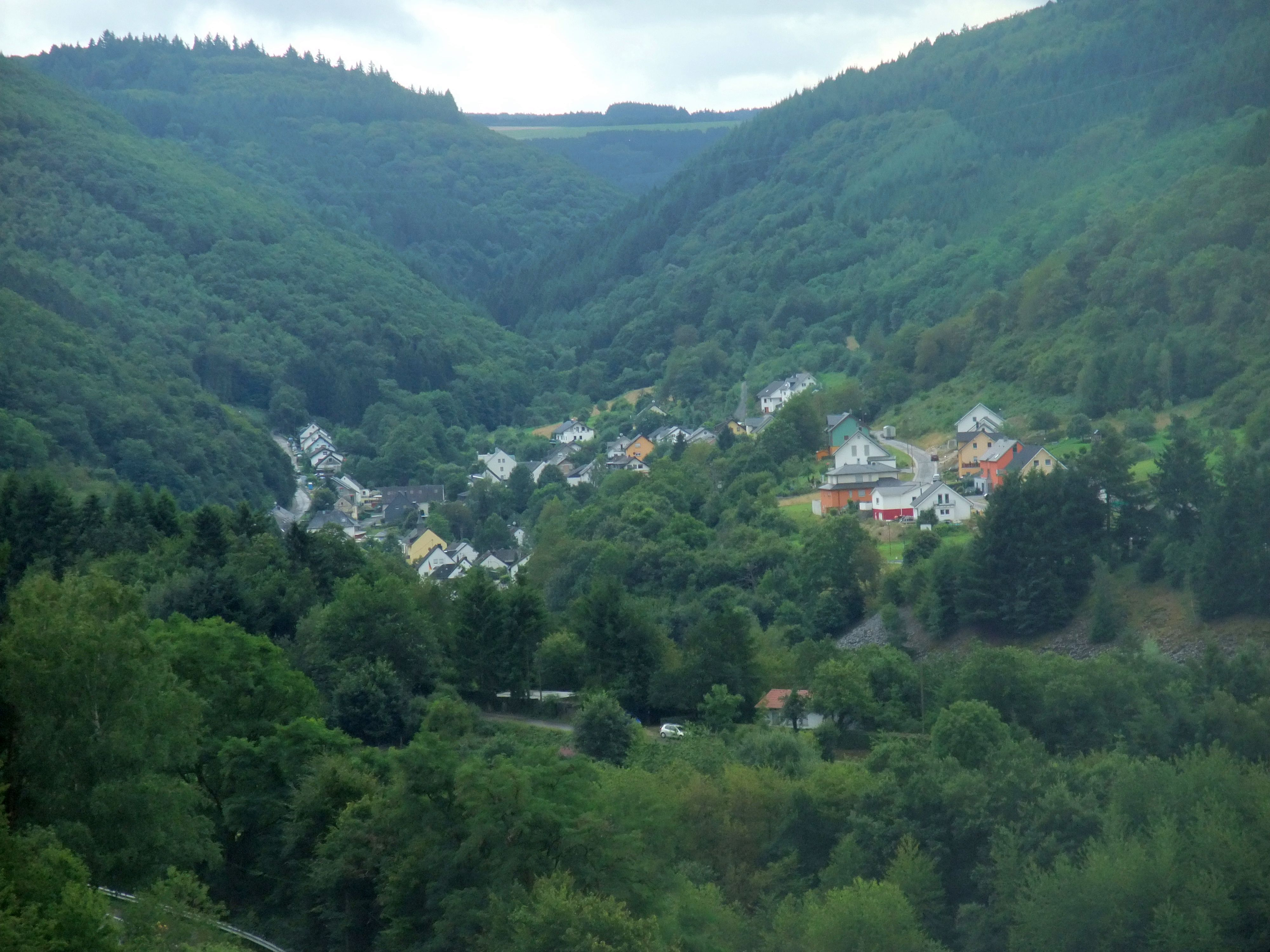
Blick auf Riveris

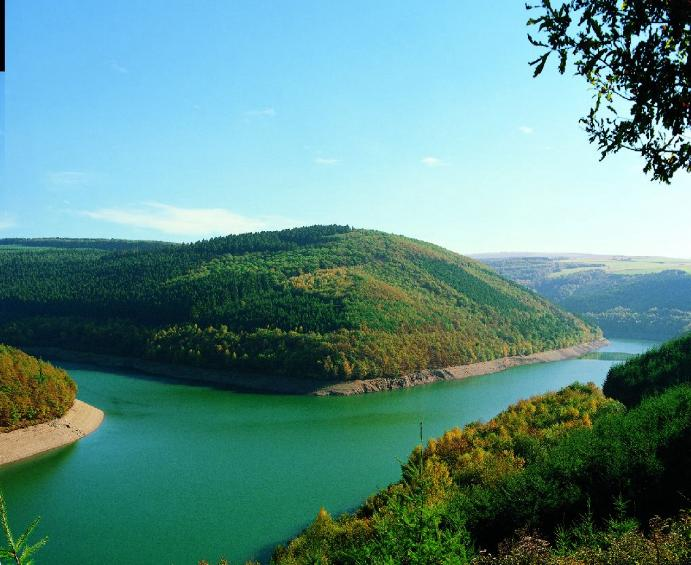
Riveristalsperre

Riveris (moselfränkisch: Riwwares) ist eine Ortsgemeinde im Tal des gleichnamigen Flusses Riveris im Weinbaugebiet Mosel. Sie gehört der Verbandsgemeinde Ruwer im Landkreis Trier-Saarburg in Rheinland-Pfalz an, die ihren Verwaltungssitz in Waldrach hat.

## Geografie
Riveris liegt etwa zehn Kilometer östlich von Trier und knapp zwei Kilometer nördlich des Riveris-Stausees.
Gemeindeteile von Riveris sind Feilensmühle und Karlstollen.
Nach Meyers Orts- und Verkehrslexikon hatte die Feilensmühle 1912/1913 fünf Einwohner und die Schiefergrube Karlstollen vier Einwohner.
Nachbargemeinden sind Waldrach, Osburg, Bonerath und Morscheid.

## Geschichte
Der Name und damit auch der Ort Riveris haben vermutlich römischen Ursprung. Erwähnung findet es in einer Pfandurkunde an Erzbischof Theoderich von Trier (1212 bis 1242), als die Gerichtsbarkeit im erzbischöflichen Dorf „Ruverisse“ an diesen verpfändet wurde.
Bis zum Ende des 18. Jahrhunderts gehörte Riveris zu Kurtrier und war dem Amt Pfalzel zugeordnet, das in fünf Gerichtspflegen unterteilt war. Für das Dorf war das Hochgericht Waldrach zuständig. Während des Dreißigjährigen Krieges wurde Riveris laut mündlichen Überlieferungen von der Pest getroffen. Aus dieser Zeit soll das örtliche Pestkreuz stammen.
Das Linke Rheinufer wurde 1794 im ersten Koalitionskrieg von französischen Revolutionstruppen besetzt. Von 1798 bis 1814 war Riveris ein Teil der Französischen Republik (bis 1804) und anschließend des Französischen Kaiserreichs, zugehörig dem Saardepartement, Arrondissement Trier. Auf dem Wiener Kongress (1815) kam die gesamte Region nach der Niederlage Napoleons an das Königreich Preußen und war ab 1822 Teil der neu gebildeten Rheinprovinz. Riveris wurde zunächst der Bürgermeisterei Ruwer zugeordnet.
Nach dem Ersten Weltkrieg gehörte das gesamte Gebiet zum französischen Teil der Alliierten Rheinlandbesetzung. Nach dem Zweiten Weltkrieg wurde Riveris innerhalb der französischen Besatzungszone Teil des damals neu gebildeten Landes Rheinland-Pfalz.
Bevölkerungsentwicklung
Die Entwicklung der Einwohnerzahl von Riveris, die Werte von 1871 bis 1987 beruhen auf Volkszählungen:
| Jahr | Einwohner |
| 1815 | 133       |
| 1835 | 182       |
| 1871 | 232       |
| 1905 | 286       |
| 1939 | 290       |
| 1950 | 286       |

| Jahr | Einwohner |
| 1961 | 289       |
| 1970 | 284       |
| 1987 | 298       |
| 1997 | 323       |
| 2005 | 398       |
| 2023 | 417       |

## Politik

### Gemeinderat
Der Gemeinderat in Riveris besteht aus acht Ratsmitgliedern, die bei der Kommunalwahl am 9. Juni 2024 in einer Mehrheitswahl gewählt wurden, und dem ehrenamtlichen Ortsbürgermeister als Vorsitzendem.
Die Sitzverteilung im Gemeinderat:
| Wahl | WGB *                        | WGL *                        | Gesamt  |
| ---- | ---------------------------- | ---------------------------- | ------- |
| 2024 | per Mehrheitswahl (alle WGB) | per Mehrheitswahl (alle WGB) | 8 Sitze |
| 2019 | 5                            | 3                            | 8 Sitze |
| 2014 | per Mehrheitswahl            | per Mehrheitswahl            | 8 Sitze |

### Ortsbürgermeister
Thomas Hoffmann wurde am 1. Juli 2019 Ortsbürgermeister von Riveris, nachdem er seit September 2018 als Erster Beigeordneter bereits vertretungsweise die Amtsgeschäfte geführt hatte. Bei der Direktwahl am 26. Mai 2019 war er für fünf Jahre gewählt worden. Bei der Direktwahl am 9. Juni 2024 wurde er als einziger Bewerber mit 86,6 % wiedergewählt.
Hoffmanns Vorgängerin Monika Thömmes war 2014 ins Amt gewählt worden, hatte es aber zum 31. August 2018 niedergelegt. Bis 2014 war Markus Kaldunski (CDU) Ortsbürgermeister.

### Wappen
| Wappen von Riveris | Blasonierung: „Von Silber über Blau geteilt, oben ein wachsender, roter, goldgekrönter und -bewehrter Löwe, unten ein goldenes Korneliushorn.“ |
| Wappen von Riveris | Wappenbegründung: Bis zum Ende des 18. Jahrhunderts gehörte Riveris zum Kurfürstentum Trier. Ein Friedrich von der Brücke verpfändete die ihm zustehende Gerichtsbarkeit an dem Dorf „Ruverisse“ an Erzbischof Theoderich von Trier (1212–1242). Ein Siegel des „Petrus de ponte“ von 1322 zeigt einen gekrönten Löwen. Wegen der Zugehörigkeit von Riveris zu Kurtrier wurde auf die kurtrierischen Farben zurückgegriffen. Kapellen- und Ortspatron ist der hl. Cornelius. Sein Attribut, ein Horn, steht im unteren Feld. Das Blau im unteren Schild weist auf den Riveris-Fluss und -Stausee hin. |

## Kultur und Sehenswürdigkeiten
Die Katholische Filialkirche St. Cornelius ist ein eingetragenes Kulturdenkmal.
Siehe dazu die Liste der Kulturdenkmäler in Riveris.

## Wirtschaft
Riveris lebte in der Vergangenheit von Landwirtschaft, speziell Weinbau und Obstbau, hauptsächlich Äpfel. Daher wurde es auch scherzhaft die „Aäpelköst“ (Apfelkiste) genannt. Noch heute ist der Viez (Apfelwein) eine Spezialität. In Riveris gab es auch eine wasserbetriebene Getreidemühle und eine Ölmühle. Im Karlstollen wurde Schiefer abgebaut.

### Tourismus
Riveris ist ein Dorf, das vor allem von Wanderern und Ruhe suchenden Gästen besucht wird. Die Riveristalsperre kann man in ihrem ganzen Umfang bewandern oder mit dem Fahrrad erkunden.
Im Riveristal gibt es die Quarzitfelsen „Weißenstein“ und „Langenstein“ (Gemarkung Morscheid).
Die Traumschleife Morscheider Grenzpfad führt am Dorf vorbei.
Der neue Wanderweg Äppelkist & Schiefer wurde im Juli 2022 eröffnet.

### Verkehr
Die K 65 führt nach Morscheid und die K 66 zur L 149 bei Waldrach. Nach Osburg führt ein Gemeindeweg.

## Persönlichkeiten
- Matthias Schuler (1876–1955), Theologe und Kirchenhistoriker